# De Horst (Stramproy)
De Horst is een buurtschap aan de zuidwestkant in Stramproy in de gemeente Weert in de Nederlandse provincie Limburg. De buurtschap ligt aan de straten Horsterweg en De Horst ten oosten van de buurtschappen Hei en Crixhoek en ten noordwesten van buurtschap Breyvin.
In de buurtschap ontspringt de Hoebroeksloot.

## Bezienswaardigheid
- Klotjeskapel

Ten westen van De Horst lag ook de Groone Schans.
|                      |                     | Stramproy        |  |  |
|                      |                     |                  |  |  |
| Crixhoek (Stramproy) | Breyvin (Stramproy) |                  |  |  |
|                      |                     |                  |  |  |
|                      |                     | Molenbeersel (B) |  |  |

Stad: Weert

Kerkdorpen: Altweerterheide · Laar · Stramproy · Swartbroek · Tungelroy 

Buurtschappen: Altweert · Bosven · Breyvin · Castert · Crixhoek · De Berg · De Boberden · De Horst · Dijkerstraat · Hei · Houtbroek · Hushoven · Oud-Boshoven · Rietbroek · Vlootkant · Wisbroek

Woonwijken: Boshoven (Vrakker · Oda · Oud-Boshoven) · Laarveld · Molenakker · Kampershoek · Fatima · Weert-Centrum · Biest · Groenewoud · Leuken (Vrouwenhof · Leuken-Noord) · Keent (Parkhof) · Moesel · Graswinkel · Rond de Kazerne (Altweert · Boshoverbeek) 

Limburg: Steden en dorpen      Nederland: Provincies · Gemeenten